# Sword Art Online: Progressive - Khúc độc tấu trong đêm vắng sao
Sword Art Online: Progressive - Khúc độc tấu trong đêm vắng sao (劇場版 ソードアート・オンライン プログレッシブ 星なき夜のアリア Gekijōban Sōdo Āto Onrain Puroguresshibu Hoshi Naki Yoru no Aria, "Bản kịch trường Sword Art Online Progressive: Khúc Độc Tấu Trong Đêm Vắng Sao") là bộ phim anime điện ảnh thuộc thể loại khoa học viễn tưởng, dựa trên loạt light novel Sword Art Online Progressive của tác giả Kawahara Reki. Phim do A-1 Pictures sản xuất và được Aniplex phân phối. Đây là phần phim thứ hai trong series sau Sword Art Online: Ranh giới hư ảo năm 2017. Bộ phim đã tổ chức một buổi hòa nhạc trực tuyến trong tháng 7 năm 2021, trong buổi hòa nhạc, tác giả đã công bố thông tin mới và 2 trailer, phim có sự trở lại của các nhân vật từng xuất hiện trong bản tiểu thuyết. Tại Việt Nam, phim được khởi chiếu ở các rạp phim từ ngày 25 tháng 2, 2022, nhưng tựa đề chính thức từ gốc tiếng Nhật lại để theo bản tiếng Anh là Sword Art Online Progressive: Aria of a Starless Night thay vì dịch sang tiếng Việt. Tuy nhiên sau đó phim được phát hành trên nền tảng Galaxy Play vào ngày 29 tháng 7 năm 2022 với tựa đề tiếng Việt Sword Art Online: Progressive - Khúc độc tấu trong đêm vắng sao.

## Cốt truyện
Vào năm 2022, Kayaba Akihiko tạo ra một trò chơi nhập vai trực tuyến nhiều người chơi (VRMMORPG) thực tế ảo có tên Sword Art Online (SAO). Như được mô tả trong tập đầu tiên của Sword Art Online: Progressive series light novel, NerveGear là một thiết bị FullDive thế hệ thứ 2 được phát triển bởi một công ty có tên Argus với Kayaba là người tạo ra nó. Nó có một giao diện duy nhất bao phủ toàn bộ đầu của người chơi. Nó kiểm soát ý thức của người chơi bằng cách chuyển hướng tín hiệu của não đến NerveGear, để họ có thể trải nghiệm và điều khiển các nhân vật trong trò chơi bằng tâm trí mà không cần bất kỳ chuyển động vật lý nào. Nó có nguồn pin riêng, cũng như máy phát vi sóng điện từ tần số cao. Sau đó, tiết lộ rằng việc cố gắng loại bỏ NerveGear sẽ khiến nó phá hủy não của bạn bằng cách sử dụng vi sóng mạnh.
Vào ngày 6 tháng 11 năm 2022, 10.000 người chơi đăng nhập vào SAO lần đầu tiên, chỉ để phát hiện ra rằng họ không thể đăng xuất khỏi trò chơi. Kayaba tiết lộ bản thân để nói với người chơi rằng họ phải đánh bại tất cả 100 tầng của Aincrad, lâu đài khổng lồ là bối cảnh của SAO nếu họ muốn thoát khỏi trò chơi, chỉ sau đó họ mới có thể đăng xuất. Chết trong trò chơi hoặc bị tháo NerveGear khỏi đầu sẽ khiến họ bị NerveGear phá hủy não, do đó họ sẽ tử vong trong đời thực.
Câu chuyện xoay quanh Kirito và Asuna. Do sợ hãi và buồn bã vì bị mắc kẹt trong trò chơi, Asuna quyết định tránh các bữa tiệc và bang hội. Cô ấy thề sẽ chiến đấu một mình, trở thành một người chơi mạnh mẽ sau này. Kirito là một trong 1.000 người thử nghiệm bản beta cho SAO. Cậu có lợi thế là biết các chi tiết quan trọng về trò chơi và các con trùm của các tầng. Cậu cũng tự cô lập mình với những người chơi khác và chơi trò chơi một mình. Khi câu chuyện đi vào sâu hơn, nhiều điều được tiết lộ về cả hai người chơi và cuộc đấu tranh của họ với việc bị mắc kẹt bên trong trò chơi.

## Nhân vật
| Nhân vật                                        | Lồng tiếng          |
| ----------------------------------------------- | ------------------- |
| Kirito (キリト) / Kirigaya Kazuto (桐ヶ谷 和人) | Matsuoka Yoshitsugu |
| Asuna (アスナ) / Yuuki Asuna (結城 明日奈)      | Tomatsu Haruka      |
| Mito (ミト)                                     | Minase Inori        |
| Akiyo Sada (佐田 明代)                          | Kobayashi Sayaka    |

## Âm nhạc

Bìa ca khúc chủ đề của phim

Bài hát trong phim là ca khúc "Yuke" do Kajiura Yuki sáng tác và LiSA thể hiện.

## Phát hành
| Quốc gia/khu vực | Nhà phân phối      | Ngày khởi chiếu   | T.k    |
| ---------------- | ------------------ | ----------------- | ------ |
| Nhật Bản         | Aniplex            | 30 tháng 10, 2021 | [ 4 ]  |
| Đài Loan         | Muse Communication | 12 tháng 11, 2021 | [ 5 ]  |
| Singapore        | Odex               | 20 tháng 11, 2021 | [ 6 ]  |
| Mã Lai           | Odex               | 20 tháng 11, 2021 | [ 7 ]  |
| Hồng Kông        | Muse Communication | 25 tháng 11, 2021 | [ 8 ]  |
| Ma Cao           | Muse Communication | 25 tháng 11, 2021 | [ 8 ]  |
| Hoa Kỳ           | Funimation         | 3 tháng 12, 2021  | [ 9 ]  |
| Canada           | Funimation         | 3 tháng 12, 2021  | [ 10 ] |
| Úc               | Funimation         | 9 tháng 12, 2021  | [ 11 ] |
| New Zealand      | Funimation         | 9 tháng 12, 2021  | [ 11 ] |
| Hàn Quốc         | Aniplus            | 9 tháng 12, 2021  | [ 12 ] |
| Thái Lan         | Jam                | 9 tháng 12, 2021  | [ 13 ] |
| Indonesia        | Odex               | 11 tháng 12, 2021 | [ 14 ] |
| Ireland          | Funimation         | 19 tháng 12, 2021 | [ 15 ] |
| Vương quốc Anh   | Funimation         | 19 tháng 12, 2021 | [ 15 ] |
| Thổ Nhĩ Kỳ       | Odex               | 31 tháng 12, 2022 | [ 16 ] |
| Pháp             | Wakanim            | 6 tháng 1, 2022   | [ 17 ] |
| Bỉ               | Wakanim            | 6 tháng 1, 2022   | [ 17 ] |
| Luxembourg       | Wakanim            | 6 tháng 1, 2022   | [ 17 ] |
| Brunei           | Odex               | 13 tháng 1, 2022  | [ 18 ] |
| Síp              | Odex               | 13 tháng 1, 2022  | [ 19 ] |
| Mông Cổ          | Odex               | 14 tháng 1, 2022  | [ 20 ] |
| Israel           | Odex               | 20 tháng 1, 2022  | [ 21 ] |
| Mauritius        | Odex               | 11 tháng 2, 2022  | [ 22 ] |
| Ấn Độ            | Odex               | 25 tháng 2, 2022  | [ 23 ] |
| Việt Nam         | Odex               | 25 tháng 2, 2022  | [ 24 ] |
| Philippines      | Odex               | 26 tháng 2, 2022  | [ 25 ] |

## Đón nhận
Phim xếp thứ 8 trong tuần thứ bảy công chiếu với tổng doanh thu khoảng 1.326.146.793 yên (11,67 triệu đô la Mỹ) tính đến ngày 13 tháng 12 năm 2021 tại Nhật Bản. Tại Hoa Kỳ và Canada, bộ phim đã thu về hơn 1,05 triệu đô la Mỹ trong tuần đầu tiên công chiếu, đứng thứ mười doanh thu phòng vé.